# Barbara Sudoł
Barbara Sudoł (ur. 8 sierpnia 1944 w Kętach, zm. 24 czerwca 2014 w Olkuszu) – polska poetka, pisarka i szaradzistka, autorka wielu książek i opowiadań dla dzieci. Twórczyni cyklu powieściowego dla najmłodszych dzieci o Kogutku Ziutku, opublikowanego przez Wydawnictwo Skrzat. Bajka autorstwa Barbary Sudoł została zamieszczona w „Elementarzu Sześciolatka”. Autorka szarad, w tym anagramów, homonimów, logogryfów, rebusów, palindromów i małych form wierszowanych tzw. limeryków. Członkini Krakowskiego Klubu Szaradzistów „Agora”.

W 2011 została nagrodzona Olkuską Nagrodą Artystyczną za całokształt osiągnięć twórczych.
Zmarła 24 czerwca 2014. Została pochowana na Cmentarzu Parafialnym w Olkuszu.

## Twórczość
- Wyprawa ślimaka do grobu Kraka (2001)
- Kłopoty zajączka (2002)
- Z kurnika w świat. Kogutek Ziutek
- Kogutek Ziutek w Krakowie (2006)
- Kogutek Ziutek w Pieninach
- Kogutek Ziutek i przyjaciele
- Kogutek Ziutek w Australii
- Kogutek Ziutek i Lis (2006)
- Kogutek Ziutek i gąska Lutka (2007)
- Kogutek Ziutek w zerówce (2008), ISBN 978-83-7437-272-5
- Kogutek Ziutek na Mazurach (2008)
- Kogutek Ziutek i Vicki z Ameryki (2009)
- Kogutek Ziutek nad morzem (2013), ISBN 978-83-7437-941-0
- Kogutek Ziutek w Warszawie (2014), ISBN 978-83-7915020-5
- Szaradziarskie fraszki (2005), Spółdzielnia Rozrywka, ISBN 978-83-9156803-3